# Philippe Chaine
 (mai 2025).
Si vous disposez d'ouvrages ou d'articles de référence ou si vous connaissez des sites web de qualité traitant du thème abordé ici, merci de compléter l'article en donnant les références utiles à sa vérifiabilité et en les liant à la section « Notes et références ».
Pour les articles homonymes, voir Chaîne.
Philippe Chaine, né le 17 janvier 1967 à Savigny-sur-Orge, est un acteur français.

## Biographie
Philippe Chaine est né à Savigny-sur-Orge.
Il débute sur scène dans le cadre de sa scolarité en Touraine, aux côtés du metteur en scène Thierry Tchang Tchong dans une création Charles VII par la grâce des femmes.
Dans les années 1990, il rentre au cours Florent. Il travaille au théâtre, en jouant des auteurs classiques tels Molière, Racine, Shakespeare, Camus, mais aussi contemporains, Joffo, Tardieu, Dell, Sibleyras…
Au cinéma, il travaille avec Alain Corneau, Gérard Jugnot, Zabou Breitman, Lucas Belvaux, Kad et Olivier, Pierre Schoeller… On a pu l’apercevoir également dans des séries télévisées entre autres que Les Invincibles, Le juge est une femme, Le Sang de la vigne dans des rôles secondaires.
En 2004, il tient le premier rôle de Real Movie de Stéphane Robelin qu’il retrouve dans Et si on vivait tous ensemble ? (2012) et Un profil pour deux (2017).
En 2005, il rencontre le réalisateur Wilfried Méance qui lui offre plusieurs rôles dans ses courts métrages humoristiques.

## Filmographie

### Cinéma

#### Longs métrages
- 2004 : Real Movie de Stéphane Robelin : Loïc
- 2007 : Le Deuxième Souffle d'Alain Corneau : Godefroy
- 2008 : La Personne aux deux personnes de Nicolas Charlet et Bruno Lavaine : le badaud
- 2008 : Lady Blood de Jean-Marc Vincent : Pierre-Luc
- 2008 : La Très Très Grande Entreprise de Pierre Jolivet : l’employé Naterris
- 2009 : Je l'aimais de Zabou Breitman : l'homme dans l'ascenseur (non crédité)
- 2009 : Rose et Noir de Gérard Jugnot : le valet
- 2009 : Rapt de Lucas Belvaux : le conseiller ministériel
- 2010 : Les Mains en l'air de Romain Goupil : le père d'un élève
- 2010 : Eject de Jean-Marc Vincent : Franck l'ambulancier
- 2011 : Et si on vivait tous ensemble ? de Stéphane Robelin : le pompier Bouyer
- 2012 : Mais qui a re-tué Pamela Rose ? de Kad Merad et Olivier Baroux : un voisin de Smalltown
- 2014 : SMS de Gabriel Julien-Laferrière : le flic dans l’enclos des poules
- 2017 : Un profil pour deux de Stéphane Robelin : le producteur
- 2017 : Plonger de Mélanie Laurent
- 2018 : Un peuple et son roi de Pierre Schoeller : le député Lanjuinais
- 2022 : Jumeaux mais pas trop de Wilfried Méance et Olivier Ducray

#### Courts métrages
- 2007 : La Lettre de François Hanss
- 2007 : Vague à lame de Laurent Klug
- 2007 : T moi de Sara Forestier
- 2009 : La Conditionnelle de Bénédicte Mathieu : l’assistant social
- 2009 : Un grand moment de solitude de Wilfried Méance : Patrick
- 2010 : Le problème c’est que… de Wilfried Méance : Alex
- 2011 : Deal de Wilfried Méance : Patrick
- 2012 : Balle au centre de Pierre Delorme
- 2012 : Suzanne de Wilfried Méance : l’infirmier
- 2013 : On est tous des êtres penchés de Simon Lelouch
- 2014 : Rossini de Lionel Nakache
- 2025 : Kaza d 'Ama de Tom Robelin (rôle principal)

### Télévision

#### Téléfilms
- 2007 : Les Prédateurs : l’inspecteur de la brigade financière
- 2008 : L'Abolition : le juré
- 2009 : La Tueuse de Rodolphe Tissot : David Sampoux

#### Séries télévisées
- 2008 : Adresse inconnue : Michel Mangin (saison 1, épisode 6 : Sans domicile fixe)
- 2009 : Un flic : le flicard (saison 3, épisode 1 : Bruit numérique)
- 2010 : Sœur Thérèse.com : la police judiciaire (saison 1, épisode 20 : Réussir ses rencontres.fr)
- 2010 : Les Invincibles : le médecin Vince (saison 2, épisode 1)
- 2011 : Le juge est une femme : Julien Leman (saison 17, épisode 5 : Famille en péril)
- 2013 : Fais pas ci, fais pas ça : le candidat Boréale (saison 6, épisode 2 : Mamie Blues !)
- 2014 : Le Sang de la vigne : l’adjudant Lemoine (saison 3, épisode 4 : Le Mystère du vin jaune)
- 2014 : Profilage : Fred, le médecin (saison 5, épisode 11 : Pour toujours)
- 2014 : Petits secrets entre voisins : Jérôme (épisode Un amour aveugle)
- 2015 : L'Amour à 200 mètres : Sam (saison 1, épisode 3 : Sam et Julie)
- 2017 : Le Tour du Bagel (épisode Repas de famille)
- 2017 : J'ai deux amours : le vigneron (saison 1, épisode 2)
- 2023 : Tapie de Tristan Séguéla
- 2023 : Dans l'Ombre de Pierre Schoeller
- 2023 : Culte de Louis Farge

## Théâtre
- 2000 : Vacances de rêve de Francis Joffo, mise en scène par Didier Braun (Théâtre de Ménilmontant)
- 2002 : Le noir te va si bien de Jean Marsan d’après Saül O'Hara, mise en scène par Jean-Michel Coignard (Théâtre de Ménilmontant)

2006 Un petit jeu sans conséquence de Jean Dell et Gérard Sybleras Théâtre des Béliers 
- 2009 : Carnaval animal d’Abdel Mostefa Chebra, mise en scène par Alexandre Gosselet (Théâtre de Ménilmontant)

2015 Ceux que nous sommes de Lilian Lloyd
2022-2025 Un Bon Job de et mis en scène par Stéphane Robelin (Théatre des Abbesses) (Théâtre des Gémeaux) Festival    d'Avignon 2023 et 2024. 
2025 : Demain aux Tuileries de et mis en scène de Roger Herrera (Théâtre à La Minute) 

## Doublage

### Cinéma

#### Films
- Cary Elwes dans :
  - Rebel Moon - Partie 1 : Enfant du feu (2023) : le roi
  - Rebel Moon - Partie 2 : L'Entailleuse (2024) : le roi
- 2019 : Six Underground : ? (?)
- 2021 : The Forgiven : William Joyce (David McSavage)
- 2024 : The Underdoggs (en) : ? (?)
- 2024 : La Demoiselle et le Dragon : ? (?)
- 2024 : La Mère de la mariée : ? (?)
- 2024 : Atlas : ? (?)
- 2024 : Scoop : ? (?)
- 2025 : Contre-attaque : ? (?)
- 2025 : Exterritorial : ? (?)

#### Films d'animation
- 2018 : Spider-Man: New Generation : voix additionnelles
- 2025 : The Witcher : Les Sirènes des abysses : voix additionnelles

### Télévision

#### Téléfilms
- 2017 : Le Fiancé de glace : Dean Papadopoulos (Jason Wishnowski)
- 2021 : Le Noël surprise d'Emily : ? ( ? )

#### Séries télévisées
- 2021 : L'Improbable Assassin d'Olof Palme : ? (?) (mini-série)
- 2023 : Good Omens : ? (?) (saison 2)
- 2023 : La Vie mensongère des adultes : ? (?) (mini-série)
- 2023 : La Roue du temps : ? (?) (saison 2)
- 2023 : Pacto de silencio : ? (?)
- 2024 : Double Piège : ? (?) (mini-série)
- 2024 : Supersex : ? (?)
- 2024 : Fallout : ? (?)
- 2024 : Tracker : le sergent à l'accueil (Patrick Bahrich)
- 2024 : Chocolat amer : Crispín (Antonio Trejo (es))
- 2025 : Government Cheese (en) : ? (?)
- 2025 : Imbattables : Mikey (Kelsey Flower) et Ezra (Michael Reventar (en))

#### Série d'animation
- 2012-2013[n 1] : JoJo's Bizarre Adventure : voix additionnelle
- 2025 : Astérix et Obélix : Le Combat des chefs : voix additionnelles (mini-série)